# Camila de Souza
Camila de Souza (ur. 27 marca 1994) – brazylijska lekkoatletka specjalizująca się w biegach sprinterskich.
Podczas mistrzostw świata juniorów w 2012 odpadłą w eliminacjach biegu na 100 metrów oraz wraz z koleżankami z reprezentacji zdobyła brązowy medal w biegu rozstawnym 4 x 100 metrów. 